# Laomedeia
Laomedeia er en af planeten Neptuns måner: Den blev opdaget den 13. august 2002 af et hold astronomer under ledelse af Matthew J. Holman. Den fik oprindeligt den midlertidige betegnelse S/2002 N 3. Den Internationale Astronomiske Union navngav efterfølgende månen navnet Laomedeia. Neptuns måner bliver pr. tradition opkaldt efter skikkelser hentet fra den græske mytologi, der har noget med havet eller vand at gøre.
Laomedeia har en massefylde omkring 1500 kilogram pr. kubikmeter, hvorfor man skønner, at den hovedsageligt består af vandig is med mindre mænder klippemateriale. Overfladen er forholdsvis mørk og tilbagekaster blot 16 % af det lys, der falder på den.